# Amegilla argophenax
Amegilla argophenax är en biart som beskrevs av Engel 2007. Amegilla argophenax ingår i släktet Amegilla och familjen långtungebin. Inga underarter finns listade i Catalogue of Life.